# MY舞☆TONIGHT/MIRACLE WAVE
《MY舞☆TONIGHT/MIRACLE WAVE》（日语：／ My Mai Tonight/Miracle Wave）是Aqours的双A面单曲，2017年11月29日由Lantis发行。

## 简介
本单曲为双A面单曲，其中《MY舞☆TONIGHT》为动画《Love Live! Sunshine!!》第二季第3话插曲，剧中设定为Aqours一年级生和三年级生共同创作，并作为Aqours在“Love Live! ”初选舞台上表演的曲目，由黑泽黛雅（CV：小宫有纱）和黑泽露比（CV：降幡爱）共同担任center；《MIRACLE WAVE》为第6话插曲，剧中设定为Aqours在“Love Live! ”东海地区预选中表演的曲目，由高海千歌（CV：伊波杏树）担任center。
初回生产限定盘会随机封入Aqours人物卡片一张（共9种），在特定店铺内购买CD还可以获得店铺特典，不同店铺对应不同特典。
动画中《MIRACLE WAVE》出现了侧手翻加托地后空翻的高难度动作，这一点在Aqours的3rd live tour中得到了还原；不过为安全起见，现场演出时舞台放置了垫子。

## 收录曲目
收录内容中vocal曲以粗体表示。
| CD       | CD           | CD                      | CD                    | CD    |
| 曲序     | 曲目         | 作曲                    | 编曲                  | 时长  |
| -------- | ------------ | ----------------------- | --------------------- | ----- |
| 1.       | MY舞☆TONIGHT | EFFY                    | EFFY                  | 4:25  |
| 2.       | MIRACLE WAVE | 酒井拓也（Arte Refact） | 脇真富（Arte Refact） | 4:12  |
| 3.       | MY舞☆TONIGHT |                         |                       | 4:25  |
| 4.       | MIRACLE WAVE |                         |                       | 4:12  |
| 总时长： | 总时长：     | 总时长：                | 总时长：              | 17:14 |